# Kellyville Kangerlussuaq
Kellyville, Sondrestrom Upper Atmospheric Research Facility eller Sondrestrom Incoherent Scatter Radar Facility er en forskningsstation, der beskæftiger sig med ionosfære L-båndet.
Stationen er placeret i Kangerlussuaq på Grønland, tæt på Kangerlussuaq Lufthavn ude ved havnen. Anlægget består af en L-båndet scatterradar med en diameter på 32 meter. Denne har været opstillet to gange tidligere, først i Los Angeles og senere Alaska. Siden 1983 har den stået i Kangerlussuaq.
Stedet drives af International Center for Geospace studies 